# Heinz Hinterauer
Heinrich Hinterauer, meist Heinz genannt (* 3. Juni 1900 in Zell am Moos, Oberösterreich; vermisst seit 1929 in den Hohen Tauern), war ein österreichischer Alpinist und Nordischer Skisportler, der vor allem in den 1920er Jahren zur österreichischen und auch zur erweiterten Weltspitze zählte. Hinterauer war Mitglied des Skiclubs Salzburg und wird vielfach als Salzburger gezählt.

## Werdegang
1923 erreichte er in Bad Hofgastein bei den Österreichischen Ski-Meisterschaften im Skispringen hinter dem Wiener Hans Mayringer und noch vor dem Mühlbacher Skipionier Peter Radacher sen. den zweiten Rang.
Bei den Meisterschaften des Salzkammerguts konnte er sich 1925 hinter dem Norweger Johan Blomseth im Skilanglauf auf dem zweiten Rang platzieren.
Im selben Jahr kam er bei den gemeinsamen Skimeisterschaften von Deutschland und Österreich in Kitzbühel in einem sehr starken Starterfeld, bei dem sowohl die besten Deutschen als auch die damals zur Weltspitze zählenden Deutschböhmen aus der Tschechoslowakei vertreten waren, auf den 32. Platz im Skilanglauf der ersten Klasse. Im Skispringen belegte er den 10. Rang und war damit hinter dem Tiroler Adolf Putz zweitbester Österreicher. Bei dem unmittelbar daran anschließenden Springen um den Ring von Hofgastein musste sich Hinterauer auf der Bilgeri-Schanze nur dem Norweger Ole Reistad und dem Deutschböhmen Wilhelm Dick, der sich eine Woche darauf in Johannisbad zum Weltmeister krönte, geschlagen geben.
Bei den Rendezvous-Rennen der FIS im tschechoslowakischen Johannisbad (Janské Lázně) im Riesengebirge, die später vom Internationalen Skiverband zu den 2. Nordischen Skiweltmeisterschaften erhoben wurden, belegte Hinterauer als bester Vertreter des Österreichischen Skiverbandes den 12. Gesamtrang im Sprunglauf von der Rübezahl-Schanze und als zweitbester Österreicher den 14. Platz in der nordischen Kombination.
Wegen einer vor Ort erlittenen Angina konnte Hinterauer bei den Olympischen Winterspielen 1928 in St. Moritz nicht teilnehmen. 1929 machte er eine Bergtour in den Hohen Tauern, von der er nicht wiederkehrte, seither gilt er als verschollen.

## Ergebnisse

### Nordische Skiweltmeisterschaften
- Johannisbad 1925: 
  - 12. Rang: Skispringen
  - 14. Rang: Nordische Kombination

### Österreichische Skimeisterschaften
- Österreichische Ski-Meisterschaften 1923
  - 2. Rang: Skispringen